# Museum Oskar Reinhart am Stadtgarten
Museum Oskar Reinhart am Stadtgarten – szwajcarskie muzeum sztuki znajdujące się w Winterthur w kantonie Zurych.
Zbiory muzeum pochodzą z prywatnej kolekcji Oskara Reinharta (1885-1965) i zawierają głównie dzieła malarskie szwajcarskich, austriackich i niemieckich artystów. Dzieła francuskich malarzy znajdują się w Museum Oskar Reinhart am Römerholz również w Winterthur. Oba muzea należą do Fundacji Oskar Reinhart.